# Filsum
Filsum est une municipalité allemande du land de Basse-Saxe et l'Arrondissement de Leer. En 2014, elle comptait 2 076 hab.

## Source
- (de) Cet article est partiellement ou en totalité issu de l’article de Wikipédia en allemand intitulé « Filsum » (voir la liste des auteurs).